# Noel Nicola
Noel Nicola (Santa Clara, 7 de outubro de 1946 - Havana, 7 de agosto de 2005) foi um compositor e intérprete cubano, um dos fundadores do movimento musical que ficou conhecido como Nova Trova Cubana. Tem mais de 350 canções, dentre elas: "Por la vida juntos", "Son oscuro" e "Comienzo el día".

## Vida
Nasceu em uma família de músicos. Seu pai Isaac Nicola, trabalhou na Escola Cubana de Violão e foi mestre de Leo Brouwer. Começou a compor quando tinha apenas treze anos. Seu primeiro recital foi em 1968 na Casa de las Américas de Havana em conjunto com Sílvio Rodríguez e Pablo Milanés. Posteriormente, fez parte do Grupo de Experimentação Sonora do Instituto Cubano de Cinema, juntamente com Rodríguez, Milanés, Eduardo Ramos, Jorge Berroa e Emiliano Salvador.
Foi o primeiro presidente do movimento da Nova Trova Cubana.
Realizou apresentações em mais de 30 países da Europa, América Latina e África.
Morreu, vítima de um câncer de pulmão, em 7 de agosto de 2005.

## Discografia
Sozinho

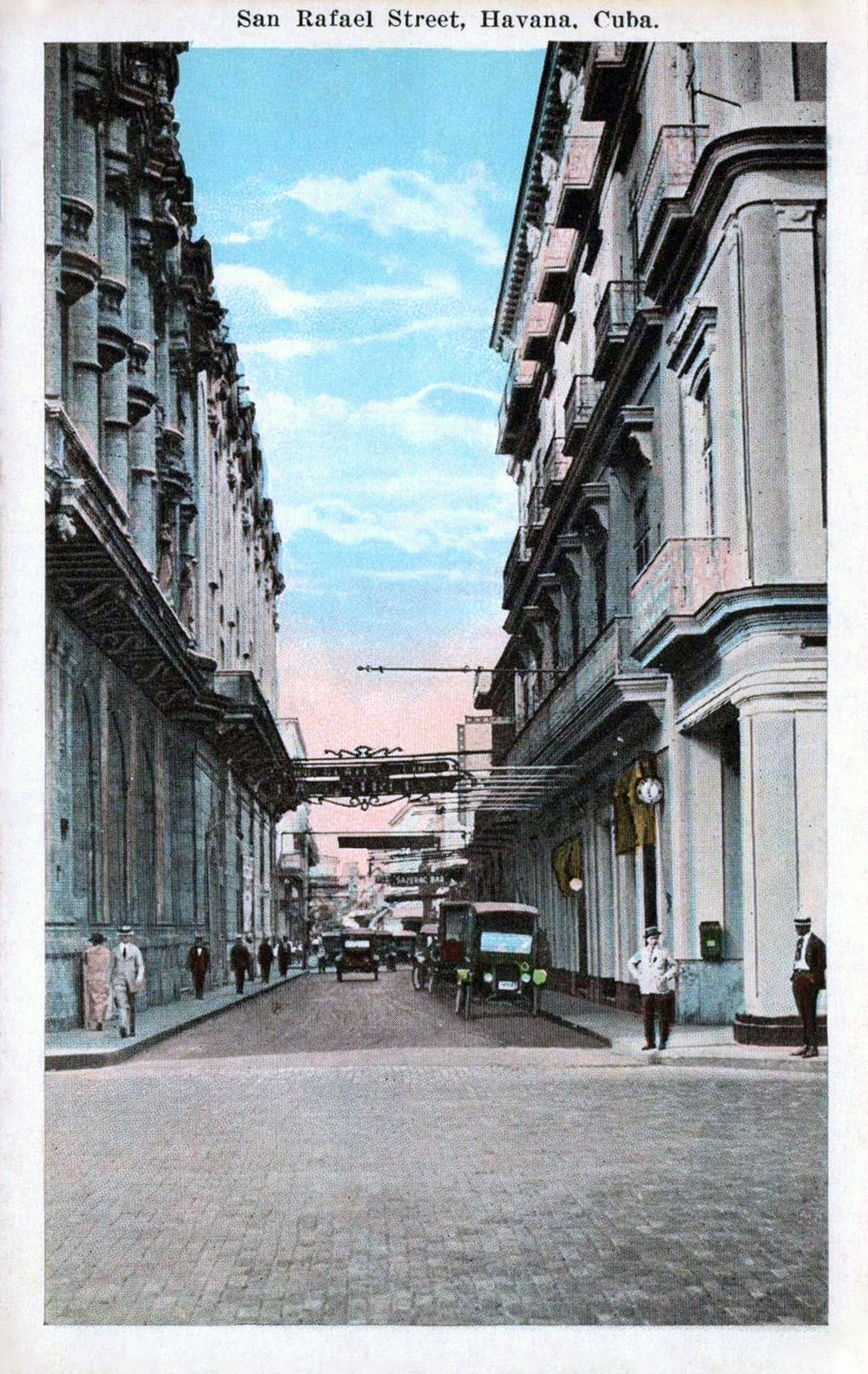

- Comienzo el día (Noel Nicola) [1977]
- Así como soy (Noel Nicola) [1980]
- Lejanías (Noel Nicola) [1985]
- Noel Nicola canta a César Vallejo (Noel Nicola) [1986]
- Tricolor (Noel Nicola) [1987]
- Ánimo, trovador (Noel Nicola) [1989]
- Soy y no soy el mismo (Noel Nicola) [1998]
- Dame mi voz (Noel Nicola) [2000]
- Entre otros (Noel Nicola + Santiago Feliú) [2002]
- Canción para dormir y despertar a Nadia. (No se lanzó en disco, cómo lo dice el nombre, la cantaba para dormir y despertar a su hija Nadia Nicola).

Singles e EP
- Hermanos (EP) (Noel Nicola) [1989]
- Los papaloteros I (EP) (Noel Nicola) [1991]

Como membro do GESI
- Cuba va! Songs of the new generation of revolutionary Cuba (GESI) [1971]
- Cuba va (Pablo Milanés – Silvio Rodríguez – Noel Nicola) [1971]
- Canciones del Grupo de Experimentación Sonora del ICAIC (GESI) [1973]
- Grupo Experimental Sonora del ICAIC/Cuba (GESI) [1974]
- Grupo de Experimentación Sonora/ICAIC 2 (GESI) [1975]
- Grupo de Experimentación Sonora/ICAIC 3 (GESI) [1975]
- Grupo de Experimentación Sonora/ICAIC 4 (GESI) [1975]
- El hombre de Maisinicú (GESI) [1975]
- Cuba (Obra colectiva) [1976]
- XX aniversario de la cinematografía cubana (Obra colectiva) [1979]

Coletivos
- Canción protesta. Casa de las Américas (EP) [1968]
- 26 de julio: los nuevos héroes [1969]
- Canción para el hombre nuevo (EP) [1969]
- Canción protesta: Protest song of Latin America [1970]
- Marchas y canciones revolucionarias [1970]
- La canción, un arma de la Revolución [1974]
- 1975 año internacional de la mujer [1975]
- Cuba canta a la República Dominicana (con Silvio Rodríguez) [1975]
- De un pájaro las dos alas [1975]
- Su nombre es Pueblo [1975]
- Guardafronteras: primera trinchera (EP) [1980]
- Roque Dalton [1981]
- El tiempo está a favor de los pequeños [1983]
- Tercer festival de la Nueva Canción Latinoamericana [1984]
- Primer festival del Nuevo Canto Latinoamericano [1984]
- Festival de la Nueva Trova 1984 (En vivo), vol I [1985]
- Canciones al Che Vol 2 [1992]
- Antología de la Nueva Trova Vol. 1 [1998]
- Vamos todos a cantar [1999]
- Definitivamente jueves [2001]
- Homenaje a Noel Nicola (A guitarra limpia. Tercer aniversario) [2001]
- Del agua que bebimos [2003]

Colaborações
- La Nueva Canción (Sonia Silvestre) [1975]
- Cuando digo futuro (Silvio Rodríguez) [1977]
- Este árbol que sembramos (Augusto Blanca) [1997]
- Cita con ángeles (Silvio Rodríguez) [2003]

Outros trabalhos
- Inéditas o no clasificadas (Noel Nicola)
- 37 canciones de Noel Nicola (Disco Tributo, Obra colectiva) [2007]